# По ту сторону Чёрной реки
«По ту сторону Чёрной реки» (также «За Чёрной рекой») — повесть американского писателя Роберта Говарда о знаменитом персонаже варваре Конане из Киммерии. Рассказ был впервые опубликован в 1935 году в журнале Weird Tales. Позднее рассказ был опубликован в сборниках King Conan (Gnome Press, 1953) и Conan the Warrior (Lancer Books, 1967). В 1970 году рассказ был опубликован в антологии The Mighty Swordsmen (Lancer Books, 1970) и в сборниках The Conan Chronicles Volume 2: The Hour of the Dragon (Gollancz, 2001) и Conan of Cimmeria: Volume Three (1935—1936) (Del Rey, 2005).

## Описание сюжета
«Варварство — естественное состояние человека, — наконец, пробормотал следопыт, хмуро глядя на Конана. — Это цивилизация неестественна, она лишь — стечение обстоятельств. И, в конце концов, варварство победит окончательно.» Оригинальный текст (англ.)"...Barbarism is the natural state of mankind,” the borderer said, still staring somberly at the Cimmerian. “Civilization is unnatural. It is a whim of circumstance. And barbarism must always ultimately triumph.”"— Роберт Говард: «За Чёрной рекой» (перевод Ю. Воложа)
В лесах аквилонского пограничья следопыт Конан спасает жизнь молодому тaуранскому переселенцу Бальту. По пути в форт Тускелан они находят труп торговца Тиберия и захватывают тело с собой. Конан рассказывает, что пиктский колдун Зогар Заг сумел объединить до сорока кланов пиктов и представляет серьёзную угрозу всей Конайохаре. Недавно его воины украли у Тиберия бочонки с пивом; следопыты выследили и захватили пьяного колдуна. Взбешённый Заг убежал из острога и поклялся перебить своих обидчиков. Все участники ареста вскоре оказались убиты и обезглавлены, Тиберий стал последней жертвой.
Услышав в чаще леса крик женщины, герои бросаются на помощь, но это очередная выходка демона. Пока Конан и Бальт прочёсывали заросли, он успевает обезглавить труп Тиберия и унести его голову.

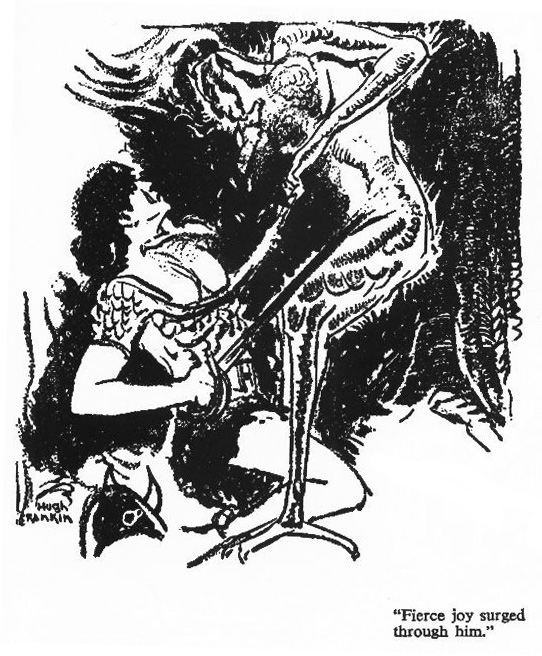
Иллюстрация к рассказу

Комендант форта Валанн опасается, что колдун нашлёт мор на поселенцев, и посылает отряд следопытов под командой Конана, чтобы убить или пленить колдуна. Отряд попадает в ловушку, Бальт и другой следопыт, охранявшие лодку, попадают в плен. Для поднятий боевого духа своих воинов Зогар Заг вызывает из леса чудовищных зверей, чтобы те прикончили пленных. Конан, единственный избежавший из засады, успевает прийти на выручку и освободить Бальта. Он рассказывает, что Зогар Заг властен над всеми зверьми, помнящими имя его предка Иргала Зага.
Достигнув форта Тускелан, герои видят, что он осаждён восставшими пиктами. Конан и Бальт спешат предупредить поселенцев о нападении пиктов. Бальт отправляется к Велитриуму, а Конан идёт по следам мужчин, поехавших на солонцы. Бальт и пёс Рубака подымают спящих женщин и детей на ноги и остаются прикрывать их отход, идя на верную смерть. Конан, прикрывая отход колонистов, слышит из чащи голос Бальта, но, зайдя в рощу, обнаруживает демона. Киммериец вступает в бой и отрубает демону голову.
Аквилонцам удаётся отбросить пиктов от Велитриума, но провинция Конайохара потеряна для них. Чудом уцелевший следопыт рассказывает Конану о гибели Зогара Зага после взятия пиктами форта Тускелан. Колдун, не получивший в бою ни царапины, внезапно упал и умер. Тело его было жестоко изранено, а голова отделена от туловища.

## Персонажи
- Конан — наёмник-следопыт, патрулирующий окрестности форта Велитриум
- Бальфус (также Бальт ) — молодой аквилонец, переселенец из Таурана (регион Аквилонии)
- Валаннус (также Валанн) — комендант форта Велитриум
- Зогар Заг — пиктский шаман, объединивший большое количество кланов и угрожавший территориальной целостности Конайохары.

## Адаптации
По мотивам рассказа Роем Томасом, Джоном Бускема и Альфредо Аскалой были выпущены 26-й и 27-й выпуски журнала комиксов Savage Sword of Conan.

## Переводы
- М. Гарин («По ту сторону чёрной реки»)
- М. Успенский («За Чёрной рекой»)
- Ю. Волож, Д. Громов, О. Ладыженский («За Чёрной рекой»)
- А. Циммерман («За Чёрной рекой»)
- А. Прутцкол («За Чёрной рекой»)
- А. Михайлов («По ту сторону Чёрной реки»)[6]